# Майк (роман)
Майк (Mike) — роман П. Г. Вудхауза, опубликованный 15 сентября 1909 года лондонским издательством Adam & Charles Black. До этого роман печатался в двух частях, с продолжением в журнале The Captain. Первая часть называлась «Jackson Junior»: в 1953 году она была перевыпущена под заголовком «Mike at Wrykyn». Вторая часть под (журнальным) названием «The Lost Lambs» в 1935 году вышла как «Enter Psmith», а в 1953 году — как «Mike and Psmith».

## Главные персонажи
- Майкл (Майк) Джексон — главный герой романа: 15-летний школьник, восходящая звезда крикета. Поступает в престижную школу Рикин, оттуда затем его переводят в захолустную Седли, где и разворачиваются основные события романа.
- Боб Джексон — старший брат Майка, заканчивающий школу.
- Тревор и Клоуэс — друзья Боба, ученики школы Рикин, игроки в крикет.
- «Газека» (Фёрби-Смит) — староста класса, с которым у Майка с самого начала возникают проблемы.
- Джеймс Уайатт — товарищ Майка по комнате, пасынок директора школы.
- Бёрджесс — капитан команды школы Рикин по крикету.
- Невилл-Смит — ученик школы Рикин: устравиает «вечеринку» у себя дома, из-за которой проблемы Майка в Рикине усугубляются.
- Руперт Псмит — товарищ Майка по Седли, демонстрирующий склонность к высокопарным сентенциям. Переведен сюда из Итона. Оказывается превосходным крикетером.
- Мистер Оутвуд — обаятельный и добродушный руководитель класса, в котором учится Майк.
- Спиллер — мальчик, которого Псмит и Майк выселяют из комнаты, чтобы самим в ней поселиться.
- Том Джеллико — смешливый паренек из класса Оутвуда. Невольно вовлекает Майка в серьёзную авантюру.
- Мистер Дайнинг — крайне непопулярный руководитель смежного класса, расследующий, подобно Шерлоку Холмсу, тайну загадочных ночных происшествий, в результате которых школа была поднята по ложной пожарной тревоге, а принадлежащий ему терьер оказался выкрашенным в красный цвет. Подозревает Майка, которого спасают хитроумные интриги Псмита и невероятное стечение обстоятельств.
- Данстер — выпускник Седли, знаменитый шутник и хулиган. Он, как выясняется, и выкрасил собаку красной краской.